# Schnehen (Adelsgeschlecht)

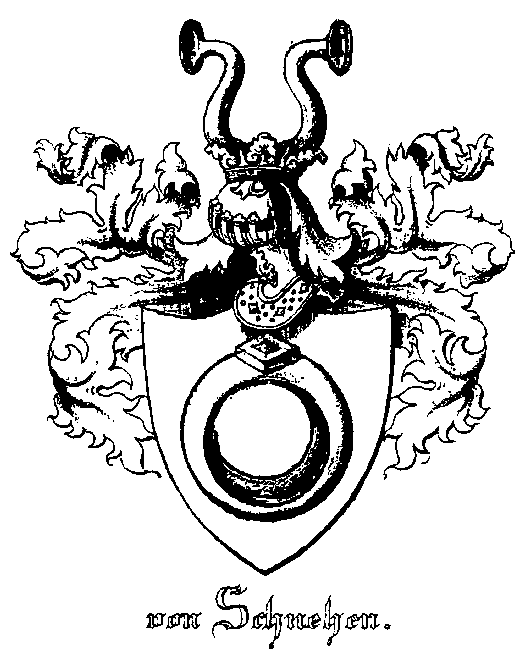
Wappen derer von Schnehen ab 19. Jahrhundert

Das Adelsgeschlecht von Schnehen ist ein niedersächsisches Uradelsgeschlecht mit gleichnamigem Stammhaus Klein Schneen im Landkreis Göttingen, das sich seit etwa 1320 bis heute im Familienbesitz befindet.

## Geschichte
Um 1320 wurde der Knappe Johannes von Schneen durch Herzog Otto den Strengen von Braunschweig-Lüneburg mit den ersten Ländereien des Stammhauses in Klein Schneen südlich Göttingens belehnt. Dieser ist urkundlich als Johannes de Sneyn für die Jahre 1333 und 1334 im Niedersächsischen Staatsarchiv Hannover zugleich mit den ältesten Siegeln der Familie belegt. Die gesicherte Stammreihe der Familie geht auf den urkundlich erstmals 1408 belegten Hermann von Sneyn († 1455) zurück, der als Herr auf Geismar und Klein-Schneen 1410 zugleich Göttinger Bürgerrecht erwarb und 1425 Ratsherr der Stadt wurde. Der Rat von Göttingen belehnte die Brüder Hans und Claus von Schnehen 1495 mit 2 Hufen und einem Sattelhof. Das Rittergut in Klein Schneen, vormals auch ein Familienfideikommiss, wird noch heute von der Familie bewirtschaftet.
Die Beziehungen der Familie von Schnehen zur Stadt Göttingen blieben eng. So war Gabriel von Schnehen, 1598 Schüler am Göttinger Pädagogium, von 1608 bis 1628 sowie 1632/33 Ratsherr der Stadt. In seine Zeit als Bürgermeister der Stadt (1626/27) fällt deren Übergabe an General Johann t’Serclaes von Tilly im August 1626. Dieser nahm Quartier im Hause des Bürgermeisters in der Weender Straße 32. Schnehen war das einzige Ratsmitglied der Stadt, das die Pestepidemie im Oktober 1626 überlebte. Sein Wappen befand sich in der St. Jacobikirche, unter der sich auch die von Schneen Capelle als Familienbegräbnis befindet. 
Vertreter der Familie machten Karriere beim Militär und erhielten zuweilen höhere Auszeichnungen und Orden, wie der Major Wilhelm von Schnehen 1821 als Ritter des Guelphen-Ordens. Viele Gutsbesitzer der Familie von Schnehen im 19. und 20. Jahrhundert waren aktiv im Johanniterorden und begannen ihre Laufbahn in bekannten Schulen wie dem Gymnasium Georgianum in Lingen oder gingen auf die bekannten Alumnate der Klosterschule Ilfeld der Ritterakademie am Dom zu Brandenburg.
Von 1857 bis 1945 waren auch das im heutigen Brandenburg befindliche Gut Kützkow und von 1922 bis 1945 das im heutigen Sachsen-Anhalt bei Genthin gelegene Gut Parchen im Familienbesitz; beide wurden durch die Bodenreform in der Sowjetischen Besatzungszone entschädigungslos enteignet.

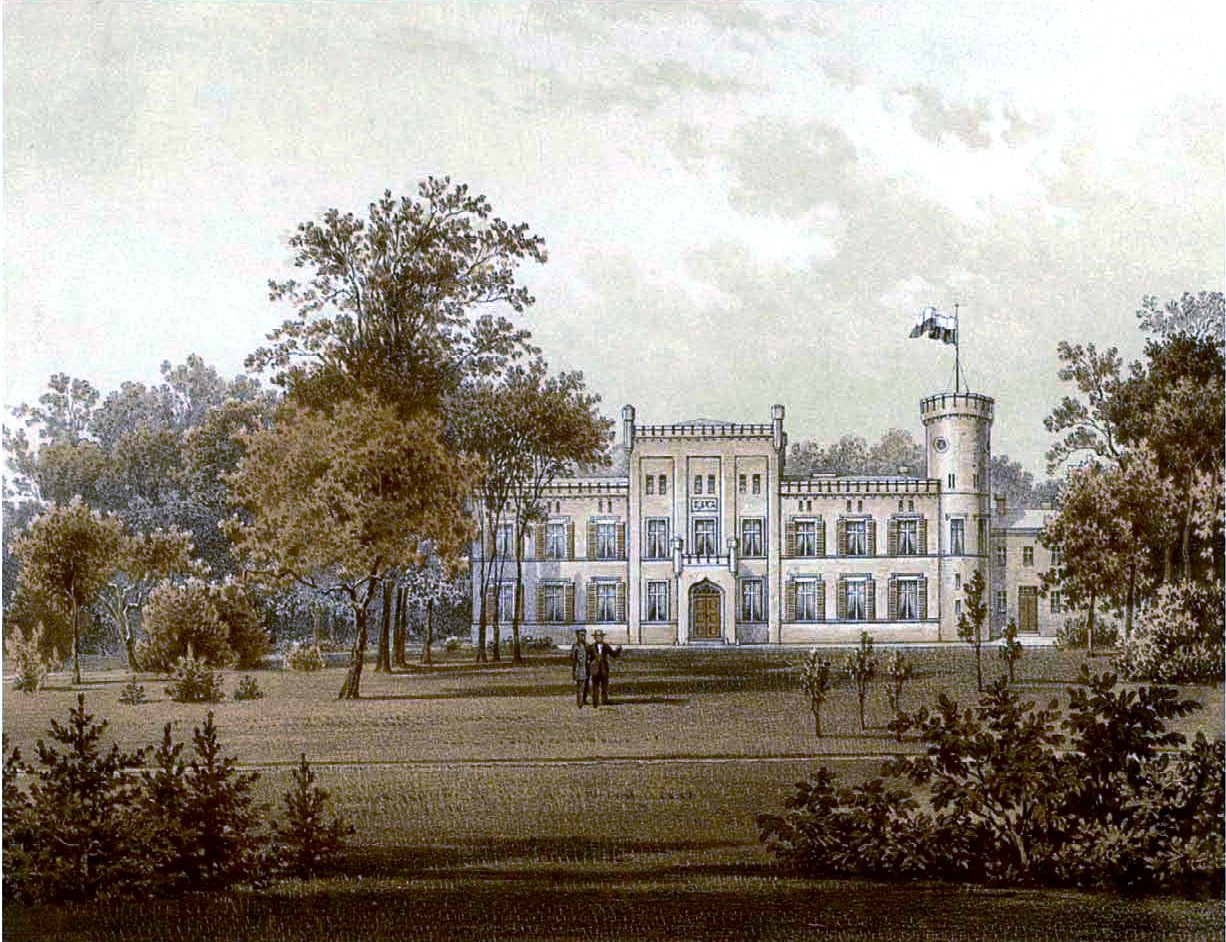
Kützkow
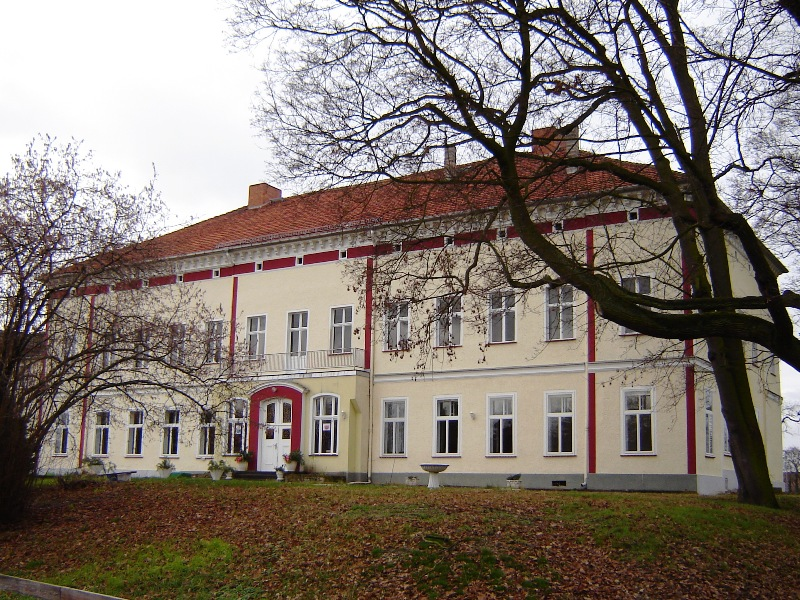
Parchen

### Verwandtschaft mit dem Bischof Johann von Speyer
Die teilweise vertretene Auffassung der Abstammung des Bischofs von Speyer Johannes II. Nix von Hoheneck mit der Begründung „Nix“ sei eine Latinisierung von „Schnehen“ bei Wappengleichheit wird von der neueren Forschung nicht geteilt.

### Österreichische Linie
Die österreichische Linie der Familie von Schnehen erhielt die Bestätigung des bisher geführten Freiherrenstandes für Ernst Freiherr von Schnehen. Der Adel wurde 1910 seinen Söhnen als österreichischer Adel mit Diplom vom 15. Juli anerkannt.

## Wappen
Das Stammwappen (ältestes Siegel von 1333) zeigt einen Helm, seit dem 15. Jahrhundert einen Dreiberg, mit zwei halbkreisförmigen Schirmbrettern, die außen mit je drei Federbüschen besteckt sind.
Das Wappen derer von Schnehen hatte im Verlauf der Jahrhunderte mehrfachen weiteren Änderungen und Anpassungen:
- Im 17. Jahrhundert zeigte es einen liegenden Halbmond aus dem drei Federn wachsen, auf dem Helm das Schildbild
- Im 19. Jahrhundert in Blau ein oben mit drei perlförmigen Rubinen besetzter goldener Ring. Auf dem Helm mit blau-goldenen Decken zwei blaue Büffelhörner

## Bekannte Familienmitglieder
- Friedrich von Schnehen (1771–1855), k.k. Oberstlieutenant[15]
- Friedrich Gustav von Schnehen (1808–1893), preußischer Regierungsrat
- Gabriel von Schnehen (wirksam 1598–1633), Ratsherr und Bürgermeister der Stadt Göttingen
- Hans von Sneyn (1482–1556), Bürgermeister der Stadt Göttingen
- Heinrich David von Schnehen (1674–1744), Oberst
- Konstantin von Schnehen (1829–1915), sächsischer Generalmajor
- Margarete von Schnehen (1938–), Schriftstellerin[16]
- Maximilian von Schnehen (1864–1931), K.u.K Kämmerer und Feldmarschalleutnant
- Rudolf von Schnehen (1868–1932), Schriftsteller und Forstwirt[17]
- Wilhelm von Schnehen (1785–1876), deutscher Generalleutnant